# Frauenkirche Maria die Glorreiche (Baden)

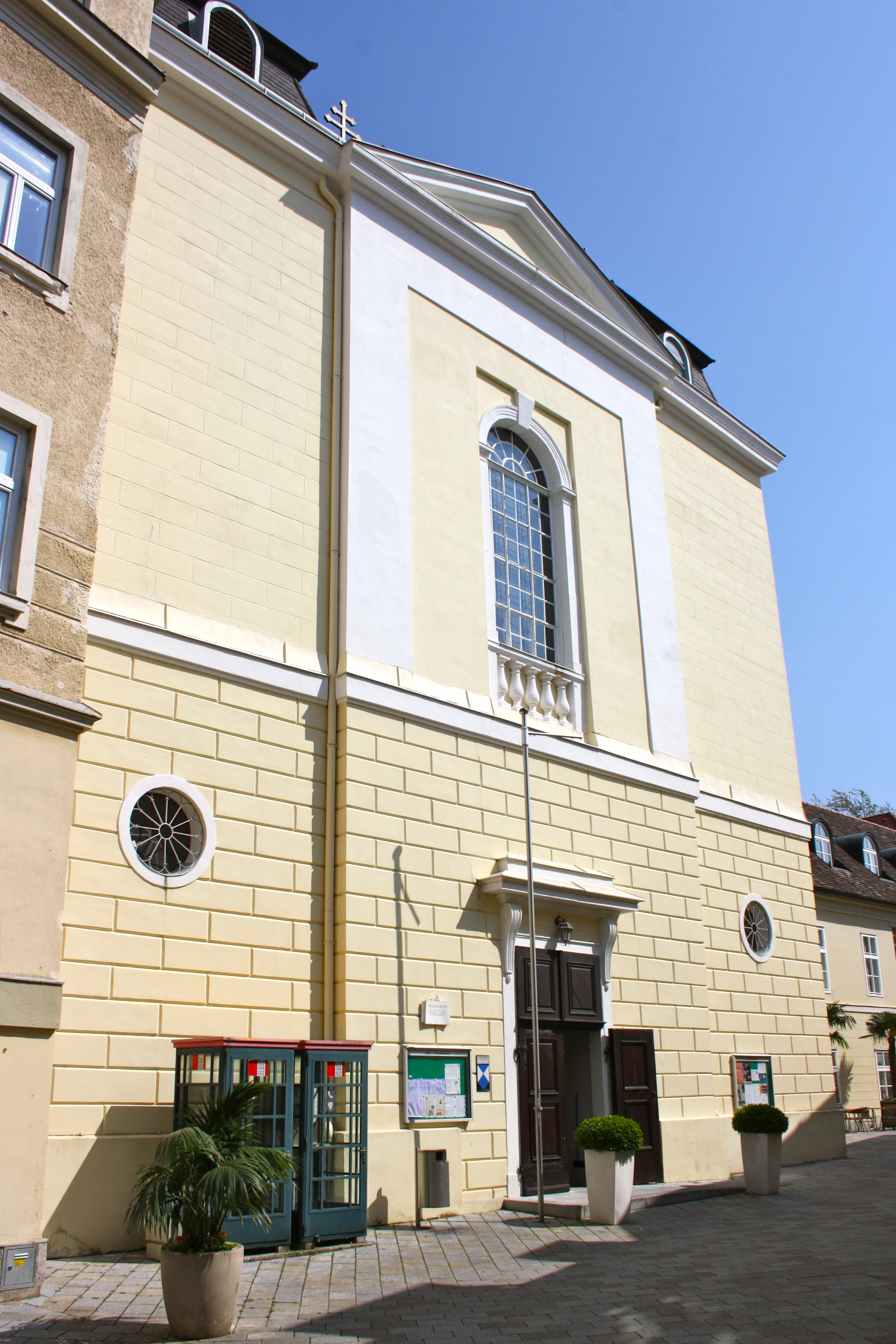
Frauenkirche Maria die Glorreiche

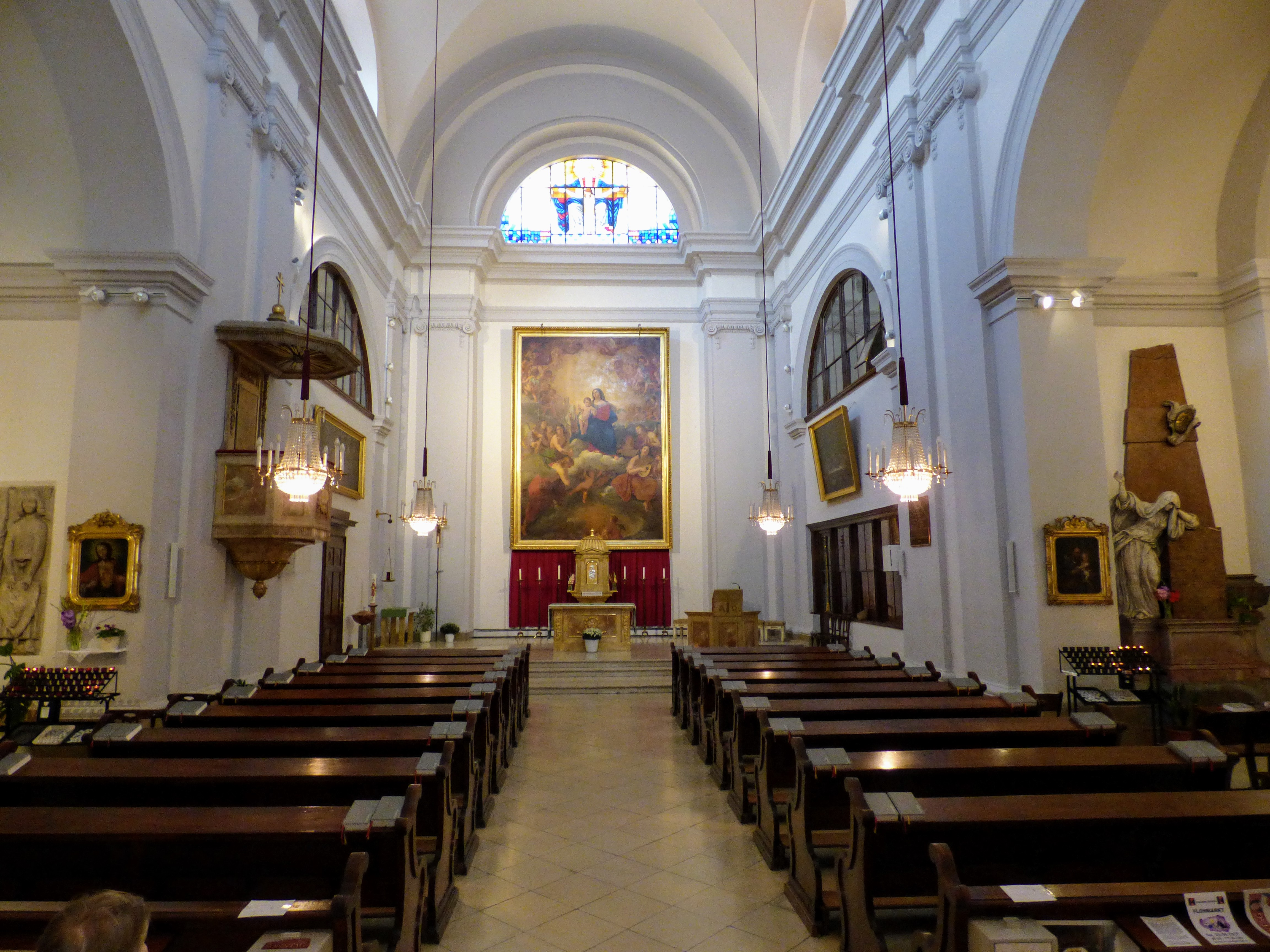
Innenansicht der Frauenkirche Maria die Glorreiche

Die Frauenkirche in der Frauengasse 3 in der Stadt Baden in Niederösterreich wird erstmals im 13. Jahrhundert in einer Urkunde des Stiftes Heiligenkreuz als Marienkirche in Baden genannt. Sie steht unter Denkmalschutz (Listeneintrag).

## Geschichte
1285 schenkte Leutold von Chreusbach und seine Frau Offemia mit ihren Kindern die Kirche Unserer Lieben Frau und den angrenzenden Hof den Augustinereremiten.
Kirche und Kloster spielten beim Übertritt Herzog Friedrich Augusts des Starken (1670–1733), Kurfürst von Sachsen, zum katholischen Glauben eine wesentliche Rolle: Hier konvertierte er heimlich am 1. Juni 1697, um König von Polen werden zu können.
1811/12 erfolgte bei einem Belegstand von vier Priestern und drei Laienbrüdern die endgültige Aufhebung des Klosters. Der Badener Stadtbrand von 1812 verursachte an den Bauwerken umfangreiche Schäden. 1818 erwarb Joseph Friedrich Freiherr von Haan (1777–1834) die Ruinen von Kirche und Kloster, ließ beide erneuern (das Kloster von Joseph Kornhäusel) und verkaufte die Liegenschaft(en) 1826 an den saisonal in Baden residierenden Kaiser Franz I. (siehe auch: Kaiserhaus, Hauptplatz 17). 1827 wurde die Kirche wieder geweiht und 1828 zur Hofkirche erklärt. 1917/18 trat sie als solche unter Kaiser Karl I. neuerlich in Funktion, 1919 wurde sie als Frauenkirche der Pfarre St. Stephan als Filiale inkorporiert.

## Architektur
Die ursprünglich barocke Saalkirche mit einem Schopfwalmdach wurde 1825/26 in klassizistischen Formen unter Johann Nepomuk Amann umgebaut. Die vorgestellte, im Kern barocke niedrige Doppelturmfassade ist in die geschlossene Verbauung der Frauengasse eingebunden. Die klassizistische zweizonige Westfassade mit Putzquaderung, vermutlich von Joseph Kornhäusel (renoviert 1924 und 1934). Zwischen traufgleichen Türmen, je mit gaupenbesetzten Mansarddächern über umlaufendem Traufgesims, befindet sich ein seichter, flach übergiebelter Mittelrisalit. Dem Rechteckportal mit gerader Verdachung über Volutenkonsolen ist ein hohes Rundbogenfenster in rechteckiger Putzrahmung und eingestellter Balustrade übergelagert.